# Gawrychy
Gawrychy – wieś w Polsce położona w województwie podlaskim, w powiecie łomżyńskim, w gminie Zbójna.
Wierni kościoła rzymskokatolickiego należą do parafii św. Wincentego á Paulo w Zbójnej.

## Historia
W 1800 r. znajdowało się tu 7 bartników (sami Gawrychowie). Gawrychy za czasów pruskich stanowiły ober-wójtostwo. W 1827 r. wieś liczyła 23 domy i 126 mieszkańców.
Według Powszechnego Spisu Ludności z 1921 roku zamieszkiwały tu 282 osoby w 53 budynkach mieszkalnych. Miejscowość należała do parafii rzymskokatolickiej w m. Zbójna. Podlegała pod Sąd Grodzki w Kolnie i Okręgowy w Łomży; właściwy urząd pocztowy mieścił się w m. Zbójna.
Na północ od wsi znajdowała się nieistniejąca obecnie leśniczówka o tej samej nazwie. Zamieszkiwały tu 3 osoby w 1 budynku mieszkalnym.
1 kwietnia 1930 z gminy Gawrychy wyłączono miejscowość Dawia, włączając ją do gminy Łyse w tymże powiecie.
W wyniku agresji Niemiec we wrześniu 1939, miejscowość znalazła się pod okupacją niemiecką. Została włączona w skład III Rzeszy.
W 1929 był tu kościół katolicki. Działał jeden tartak.
Do 1954 roku miejscowość należała do gminy Gawrychy. 
W latach 1975–1998 miejscowość administracyjnie należała do województwa łomżyńskiego.
W miejscowości był przystanek kolei wąskotorowej Gawrychy.